# Pardes (film)
Pardes (Hindi: परदेस, nastaliq: پردیس italiano: "Terra straniera") è un film del 1997 diretto, scritto e prodotto da Subhash Ghai. Protagonisti del film sono Shahrukh Khan, Amrish Puri, Alok Nath ed i debuttanti Mahima Chaudhry e Apurva Agnihotri. Il film è stato un successo sia commerciale che di critica. Mahima Chaudary ha vinto il Best Newcomer Award per la sua interpretazione, Nadeem-Shravan ha vinto lo Star Screen Award come miglior regista musicale e Subash Ghai è stato candidato come miglior regista ai Filmfare Awards.

## Trama
Pardes è una storia che ruota attorno a Ganga (Mahima Chaudhary) e Arjun (Shah Rukh Khan). Ganga è una ragazza indiana, allevata dalla sua famiglia conservatrice, vive in un villaggio. Kishorilal (Amrish Puri) è un imprenditore ricco e di successo che vive a Los Angeles, America (anche se la maggior parte delle riprese è successo a Vancouver, Canada) ma è ancora profondamente legato alla sua patria India e adora i valori e la cultura dell'India. Una visita in India, incontra il suo vecchio amico Suraj Dev (Alok Nath) e rimane a casa sua. Durante il suo soggiorno, viene a conoscere la famiglia di Suraj Dev e diventa molto attaccato a Ganga, figlia maggiore di Dev, che è l'epitome della cultura indiana. Egli spera di trovare una ragazza indiana per suo figlio occidentalizzato, statunitense, Rajiv (Yacouba Agnihotri # e si sente che la Ganga è giusto. Egli propone il matrimonio tra Ganga e Rajiv; Famiglia di dev accetta. Kishorilal sa che avrà un momento difficile, cercando di convincere Rajiv, che non ha mai visitato India. Ma laralela ha un piano. Egli manda il suo figlio adottivo, Arjun #Shahrukh Khan) ('po ' Master'), per giocare Cupido e convincere Rajiv per incontrare il Gange in India. Arjun arriva a casa di Dev e organizza per rendere il luogo adatto per Rajiv. Quindi, Rajiv arriva e inizialmente non piace l'idea del matrimonio. Arjun trascorre molti giorni cercando di ottenere la Ganga e Rajiv per piacersi e, nel processo, diventa amico di Ganga. Alla fine, Rajiv e Ganga accetta il matrimonio. L'impegno è ambientato in India con le nozze in America. Ganga eccitato lascia per l'America con la sua nuova famiglia. Nel suo nuovo ambiente, suo unico amico e confidente è Arjun, con cui lei comincia a formare un legame speciale. Col passare del tempo, Ganga si rende conto che Rajiv non è la persona che Arjun interpretato da lei. Lei passa attraverso molte culture shock quando vede Rajiv, fumare, bere e festeggiare; più tardi, scopre che egli ha avuto relazioni sessuali in passato e sta ancora vedendo la sua ex fidanzata. Lei affronta Arjun circa perché ha mentito a lei, e Arjuna si rende conto che lui è caduto nell'amore con lei.Membro della famiglia di Rajiv nota la vicinanza tra Ganga e Arjun e avverte Kishorilal. Egli dice ad Arjuna di lasciare la città. Ganga va su un viaggio a Las Vegas con Rajiv. Manca Arjun e la sua compagnia, ma cerca di andare avanti con Rajiv. Una notte, in uno stato ubriaco, Rajiv tenta stupro Ganga; Lei riesce a battere lui inconscio e fugge via. Arjun trova out Ganga è mancante e sembra per lei. Scopre che il suo pianto ad una stazione ferroviaria con i vestiti strappati. Come spiega ciò che è accaduto, Arjun promette di proteggerla e aiutarla a tornare alla sua famiglia in India.Suraj Dev è male informato sulle circostanze in cui Arjun ha portato Gange in India. Credendo Arjun scappato con sua figlia, Dev tenta di ucciderlo. Egli diffida di sua figlia e lei si blocca in un capannone. Ganga si rende conto che lei è innamorata di Arjuna. In questo periodo, Kishorilal è venuto in India con Rajiv, che è pronto a uccidere Arjun. Dopo una lunga lotta tra Arjuna e Rajiv, Ganga rivela alla sua famiglia e Kishorilal cosa Rajiv aveva cercato di fare a lei. Scioccato, entrambe le famiglie capire il loro errore. Disgusto, Kishorilal sconfessa Rajiv e accetta Arjun come suo figlio reale. Le famiglie si uniscono Ganga e Arjun; i due sono finalmente sposati vivono per sempre felici e contenti